# Tour de Kapchagaï
Le Tour de Kapchagaï est une course cycliste kazakhe créée en 2016. Elle fait partie du calendrier de l'UCI Asia Tour, en catégorie 1.1. La première édition se déroule le 1er octobre 2016.

## Palmarès
| Année | Vainqueur | Deuxième | Troisième |
| ----- | --------- | -------- | --------- |